# 行列式打印机

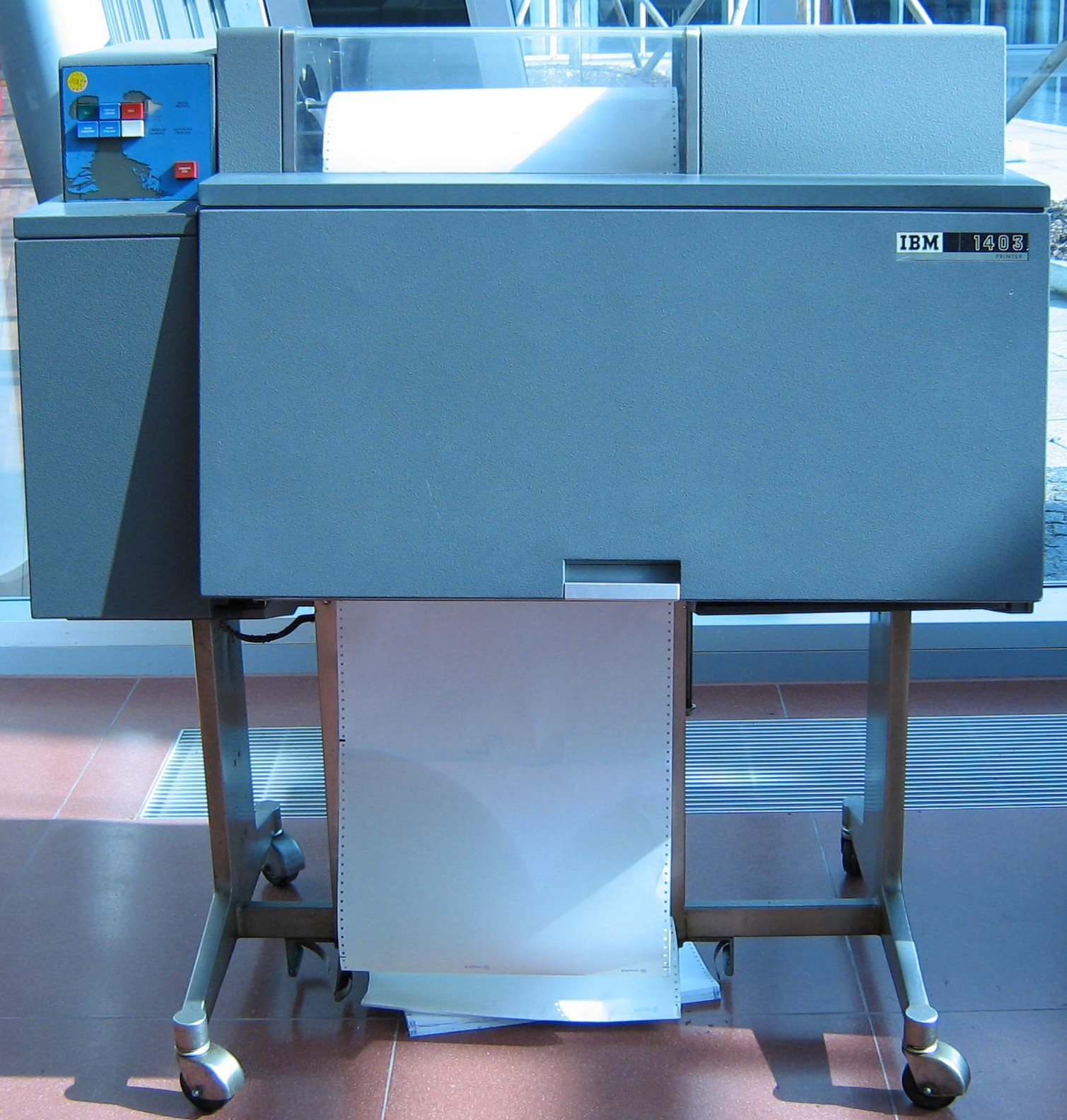
IBM 1403行列式打印机，大型机时代传统的印表機

行列式印表機是一种可以同时打印一行的高速撞击式印表機。它们大多在计算机时代初期出现，但是至今这种技术仍在使用。行列式印表機通常打印速度约为600~1200行/分钟（大约是10到20页/分钟）。

## 设计
有四种典型设计：
- 滚筒式印表機
- 链条式印表機
- 条式印表機
- 梳式印表機

### 滚筒式印表機

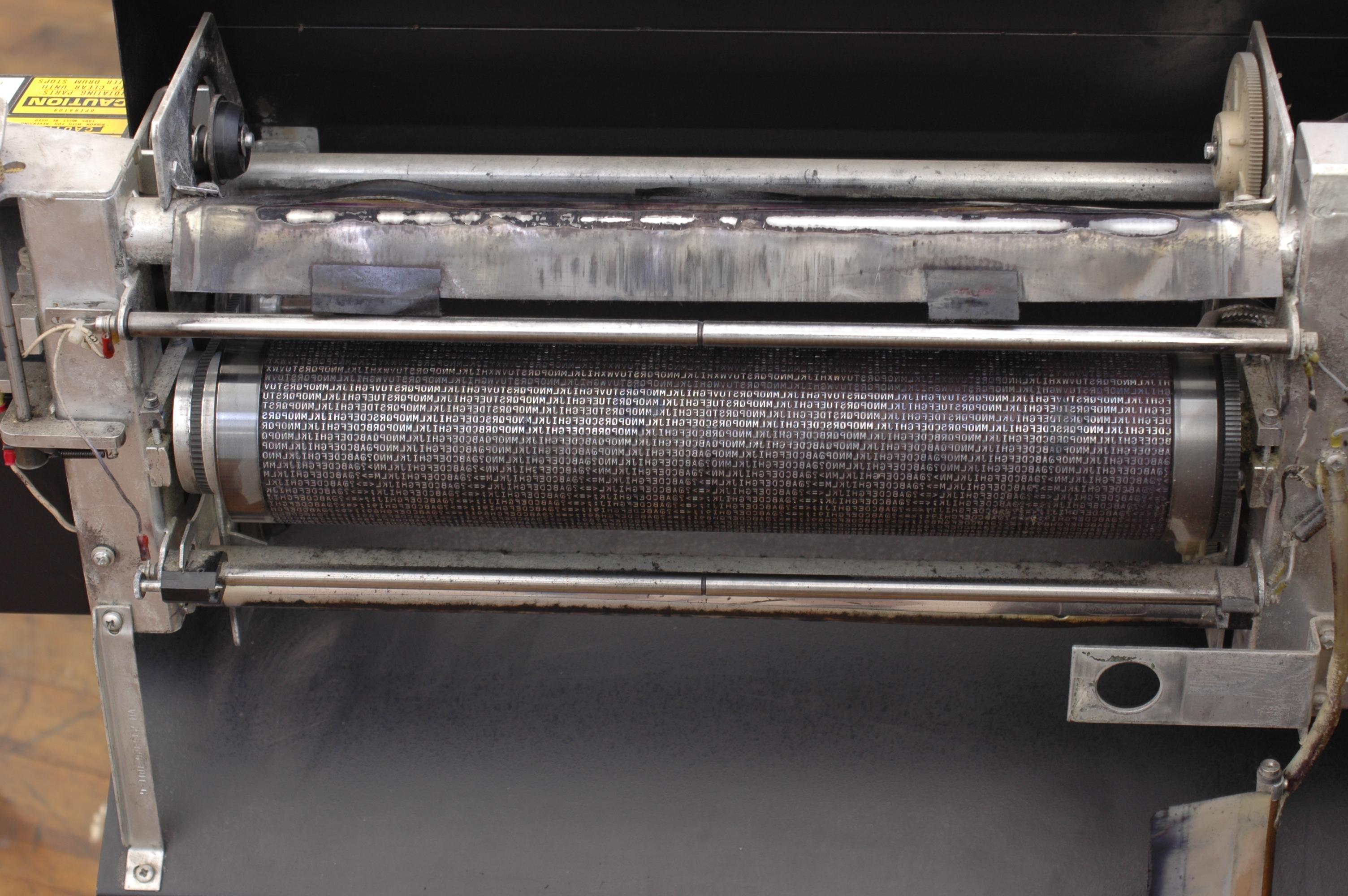
滚筒式印表機

在具有代表性的滚筒式设计方案中，印表機的外轮刻有固定的字符集，如果行与列中数字相匹配（一行中的字母）印表機可以打印。

### 条式印表機
条式印表機与链式印表機十分相像，但是打印速度更慢且价格更便宜。它并不是向一个方向打印的，印针被安装在一条链子上然后从左至右在从右至左如此反复在纸上打印。例如IBM 1443。

### 梳式印表機
梳式印表機，又被叫做點陣印表機。

## 起源
第一台行列式印表機诞生于1952，叫做"Potter Flying Typewriter"。

## 应用
这种技术仍在各个行业大量应用。其通常都打印快速，且对使用者的花费（包括购买价格、耗材、所用纸张以及维护费用）都很便宜，不会带来负担。相比激光印表機，行列式印表機继续用於印刷盒标签、会计、以及其他大型商业应用。
激光印表機正在取代行列式印表機成为流行的印表機，在一些高端市场中已经非常流行。